# اصل ۴۳ قانون اساسی
یکی از اصول قانون اساسی جمهوری اسلامی ایران است که دولت را متولی اصلی فراهم سازی و مدیریت همه امکانات و نهادهای اقتصادی قرار میدهد. به عقیده کارشناسان این اصل مهمترین عامل برای انتقال بخش بزرگی از اقتصاد ایران از مالکیت خصوصی قبل از انقلاب به مالکیت بنیادها و نهادهای انقلابی و ایجاد یک اقتصاد فرادولتی شده است که برخلاف اقتصادهای دولتی حتی توسط دولتها قابل پایش و کنترل نیست.

## مقدمه
بنی صدر در سال‌های تحصیل اقتصاد در فرانسه با برداشت خود از  مفهوم توحید یک تز اقتصادی مطرح کرد بنام اقتصاد توحیدی که پس از انقلاب آن را در کتابی منتشر و توزیع کرد. برمبنای این ایده تنها مالکیت فرد فرد مردم می‌تواند باعث شکوفایی اقتصاد شود و حکومت باید اموال سرمایه داران را مصادره کرده  به‌عنوان سرمایه در اختیار فرد فرد مردم قرار دهد تا همه تولید کننده بشوند. بنی صدر به‌همراه سید محمد بهشتی این ایده را با تغییراتی در مجلس خبرگان قانون اساسی در اصل ۴۳ قانون اساسی گنجانیدند. در عمل پس از ده‌ها سال به تجربه معلوم شد که این ایده انتزاعی بوده و فقط بخش اول آن که مصادره اموال سرمایه داران بود انجام شد. موسسات تولیدی بسیاری مصادره شده در اختیار بنیادها قرار گرفتند و در نتیجه کیفیت و کمیت محصولات کاهش پیدا کرد و بسیاری از برندهای موفق ایران مثل ارج و آزمایش و کفش ملی نابود شدند.
مصادره های ناشی از اجرای اصل 43 قانون اساسی بخش بزرگی از اقتصاد ایران را تحت مالکیت بنیادهایی قرار داد که گزارش عملکرد مدیریتی و سود و زیان یا حتی میزان حقوق پرسنل خود را به دولتها نمیدهند. این امر اقتصاد ایران را غیر قابل کنترل توسط دولتها کرد و عملا باعث شد دولتها نتوانند برنامه های اقتصادی خود را اجرا کنند.

## محتوای اصل 43
۱. تأمین نیازهای اساسی: مسکن‌، خوراک‌، پوشاک‌، بهداشت‌،درمان‌، آموزش و پرورش و امکانات لازم برای تشکیل خانواده‌ برای همه‌.
۲. تأمین شرایط و امکانات کار برای همه به منظور رسیدن به‌ اشتغال کامل و قراردادن وسایل کار در اختیار همه کسانی که قادر به‌ کارند ولی وسایل کار ندارند، در شکل تعاونی‌، از راه وام بدون بهره ‌یا هر راه مشروع دیگر که نه به تمرکز و تداول ثروت در دست افراد و گروه های خاص منتهی شود و نه دولت را به صورت یک کارفرمای ‌بزرگ مطلق درآورد. این اقدام باید با رعایت ضرورت های حاکم بر برنامه‌ریزی عمومی اقتصاد کشور در هر یک از مراحل رشد صورت‌ گیرد.
۳. تنظیم برنامه اقتصادی کشور به صورتی که شکل و محتوا و ساعات کار چنان باشد که هر فرد علاوه بر تلاش شغلی‌، فرصت و توان کافی برای خودسازی معنوی‌، سیاسی و اجتماعی و شرکت ‌فعال در رهبری کشور و افزایش مهارت و ابتکار داشته باشد.
۴. رعایت آزادی انتخاب شغل و عدم اجبار افراد به کاری معین و جلوگیری از بهره‌کشی از کار دیگری‌.
۵. منع اضرار به غیر و انحصار و احتکار و ربا و دیگر معاملات‌ باطل و حرام‌.
۶. منع اسراف و تبذیر در همه شئون مربوط به اقتصاد، اعم از مصرف‌، سرمایه‌گذاری‌، تولید، توزیع و خدمات‌.
۷. استفاده از علوم و فنون و تربیت افراد ماهر به نسبت احتیاج برای‌ توسعه و پیشرفت اقتصاد کشور.
۸. جلوگیری از سلطه اقتصادی بیگانه بر اقتصاد کشور.
۹. تأکید بر افزایش تولیدات کشاورزی‌، دامی و صنعتی که نیازهای‌ عمومی را تأمین کند و کشور را به مرحله خودکفایی برساند و از وابستگی برهاند.
این اصل عملاً اقتصاد را کاملاً دولتی می‌دانست. البته در اصل ۴۴ سعی کردند مالکیت خصوصی را به رسمیت بشناسند ولی اصل ۴۳ از نظر عملی جاری و ساری بود.